# 가래상어과
가래상어과(Rhinobatidae)는 홍어목에 속하는 연골어류과의 하나이다. 전세계 바다의 열대와 아열대 그리고 온대 기후 지역의 다양한 장소에서 발견된다. 대형으로 떼를 지어 움직이는 것이 발견되기도 한다. 목탁수구리와 점수구리, 동수구리, 가래상어, 지연가래상어 등을 포함하고 있다.

## 하위 분류
- Aptychotrema Norman, 1926
- Glaucostegus Bonaparte, 1846
- 목탁수구리속 (Rhina) - 별도의 수구리과(Rhinidae)로 분류하기도 한다.
- 가래상어속 (Rhinobatos) H. F. Linck, 1790
- 동수구리속 (Rhynchobatus)
- Tarsistes D. S. Jordan, 1919
- Trygonorrhina J. P. Müller & Henle, 1838
- Zapteryx D. S. Jordan & C. H. Gilbert, 1880

## 사진

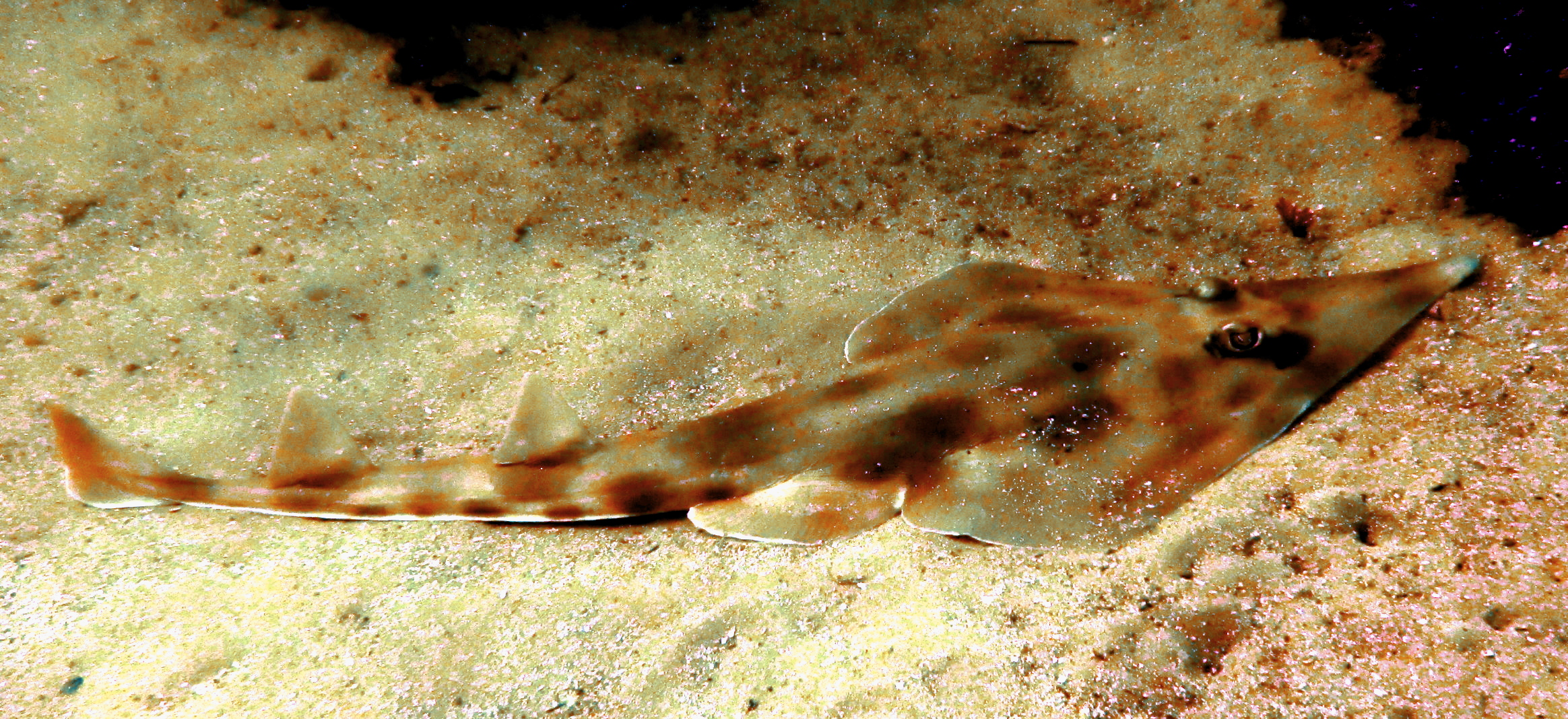
Aptychotrema rostrata
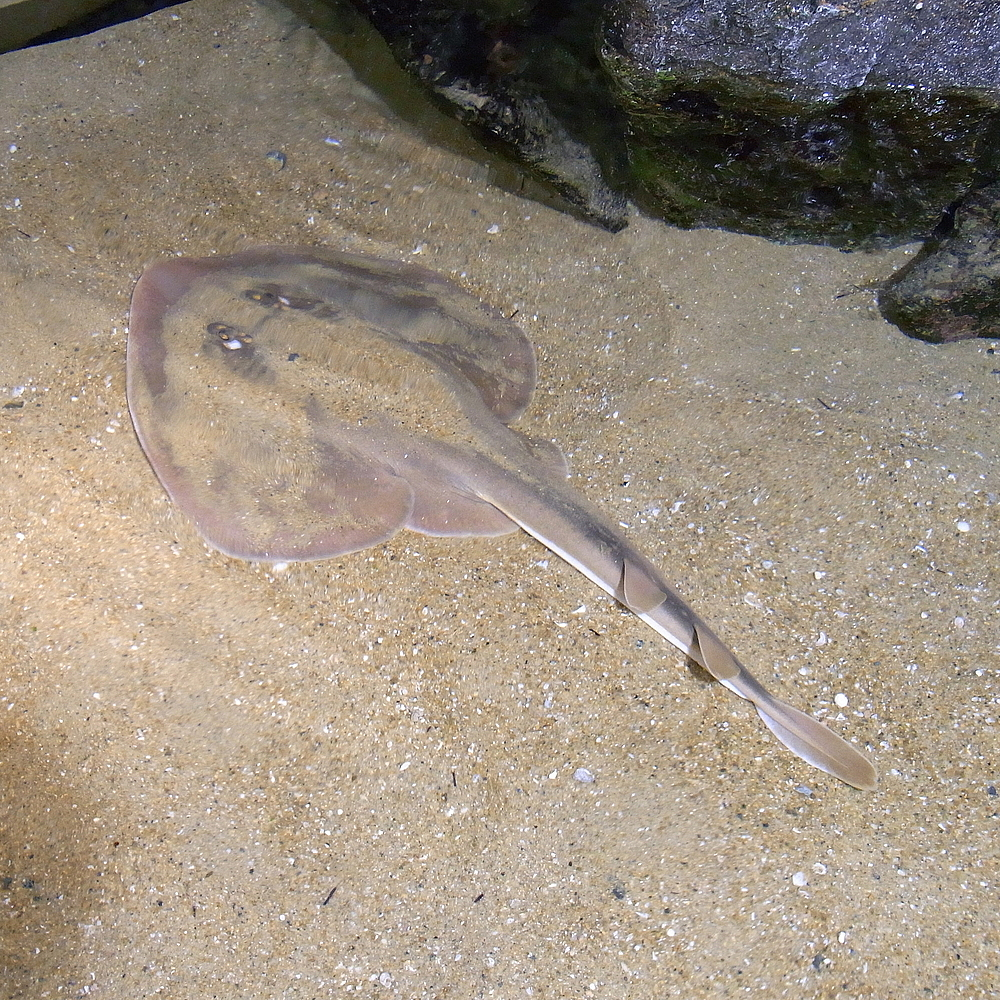
Platyrhina sinensis
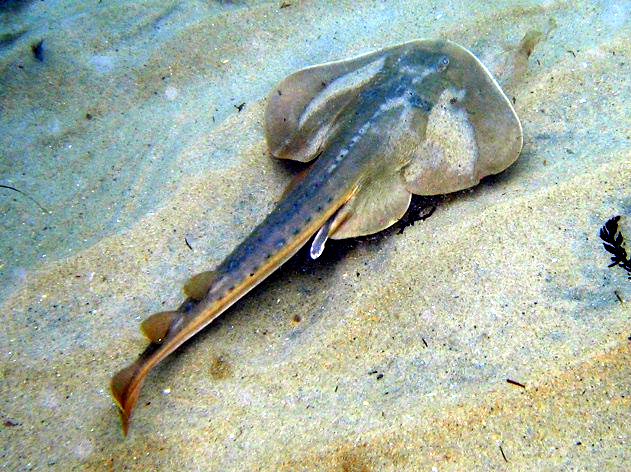
Platyrhinoidis triseriata
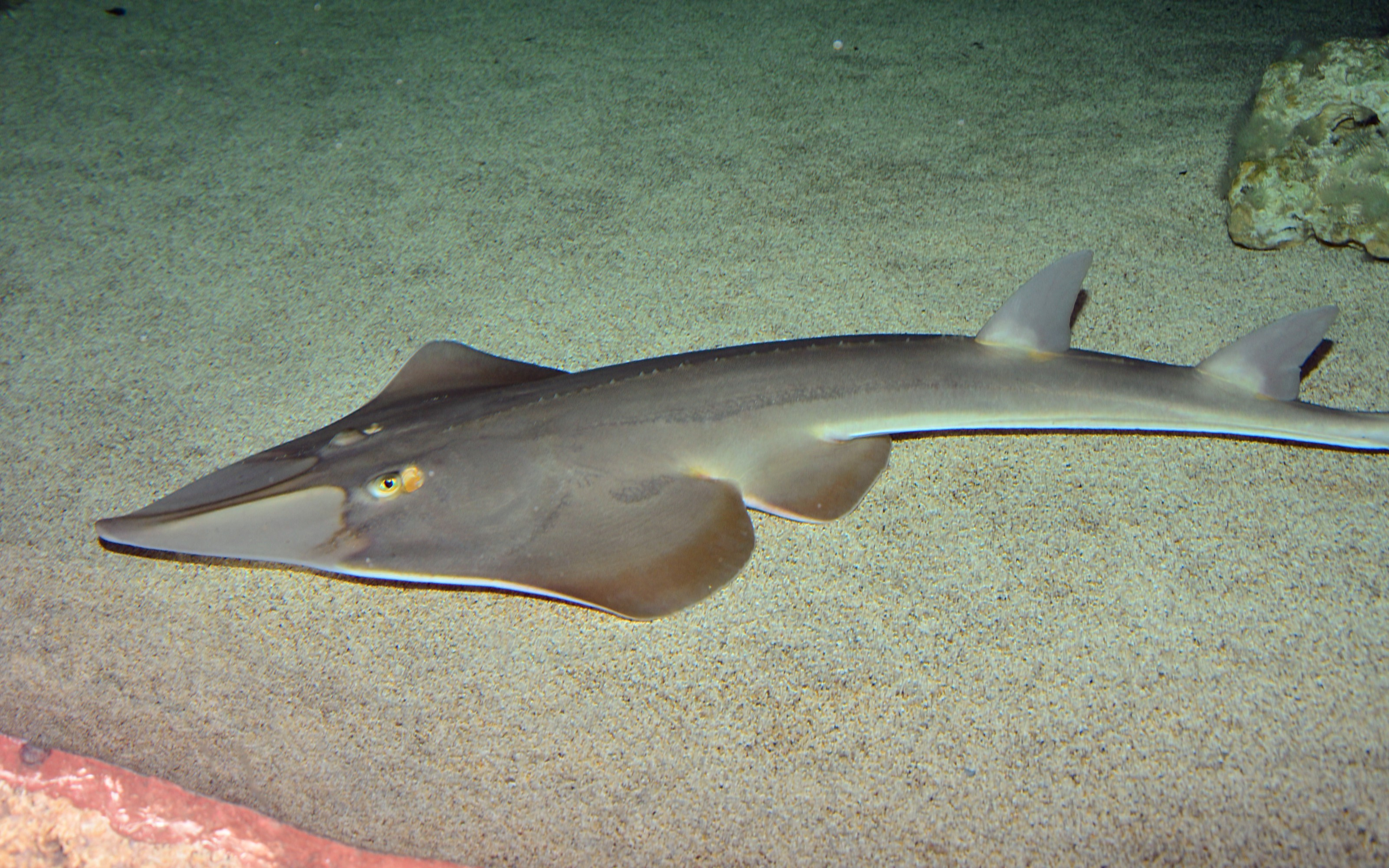
Rhinobatos rhinobatos
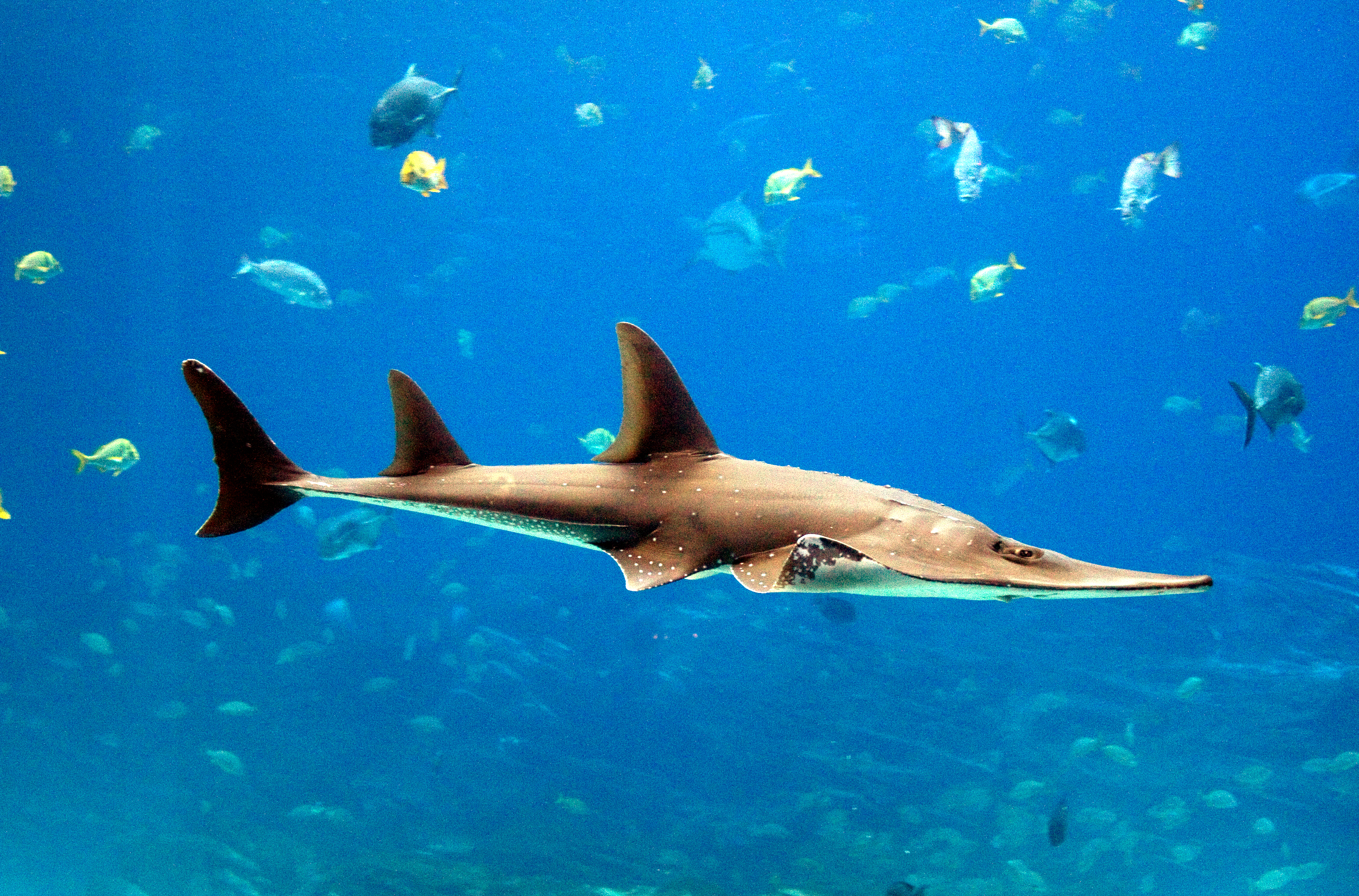
동수구리
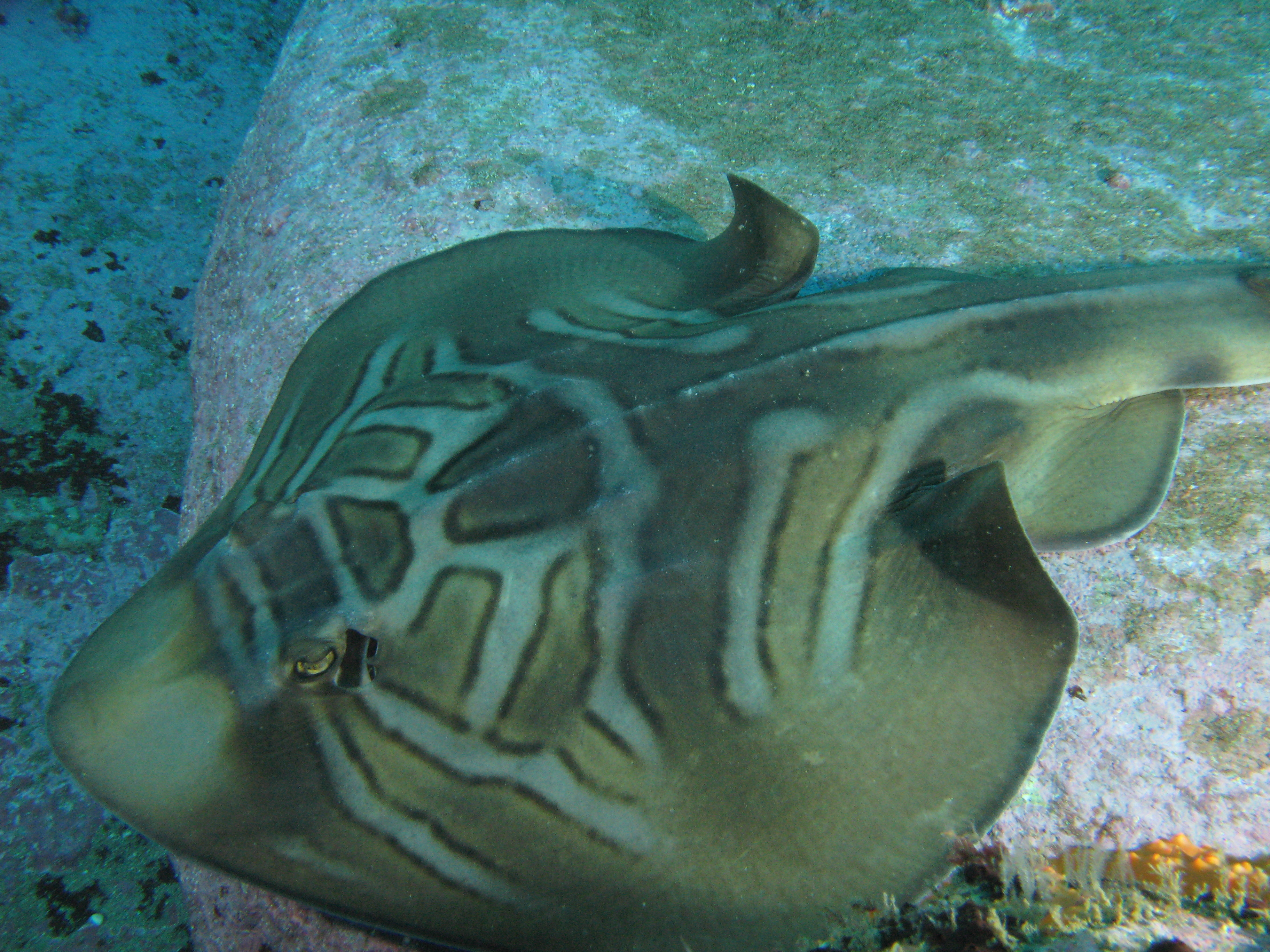
Trygonorrhina fasciata
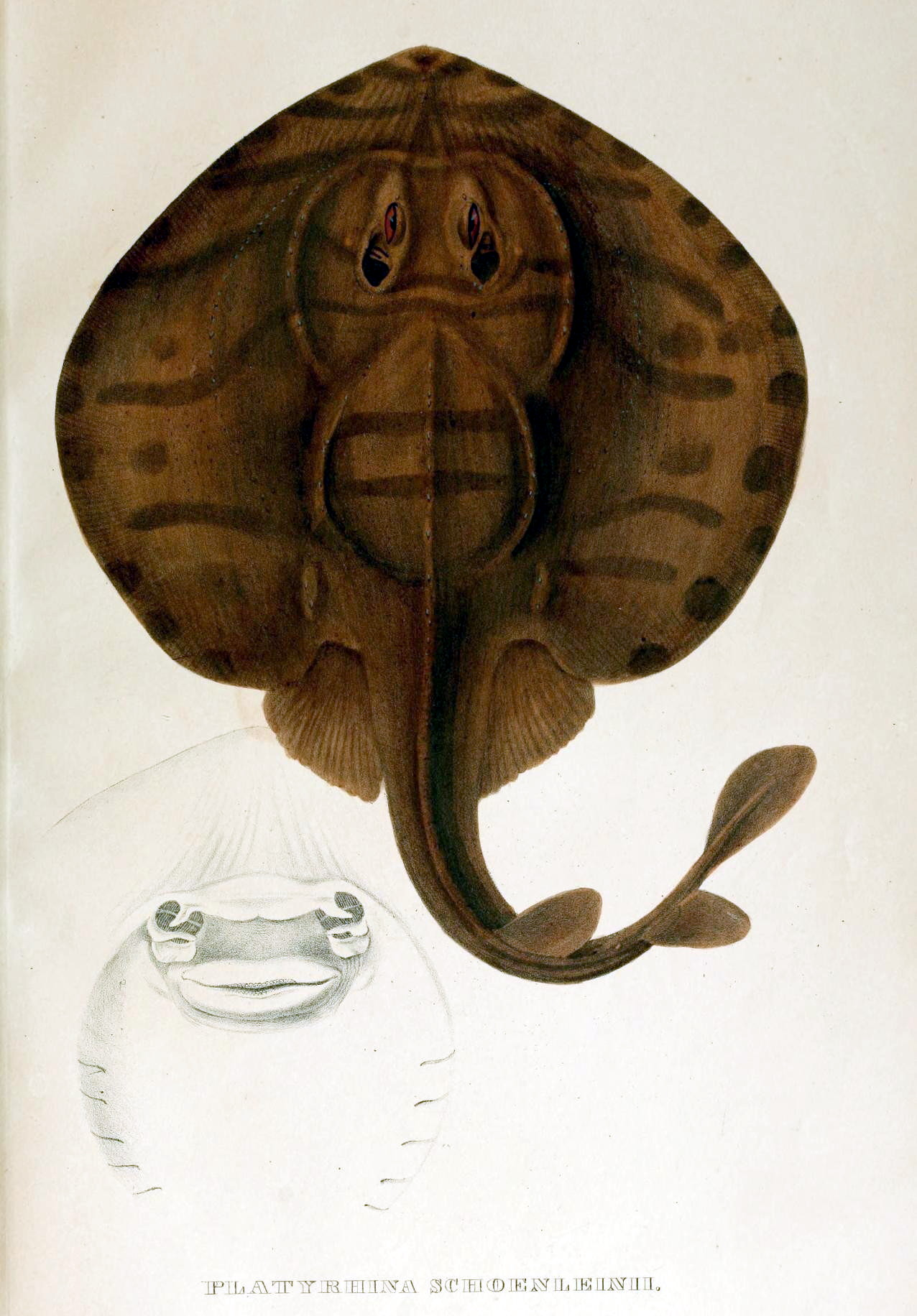
Zanobatus schoenleinii
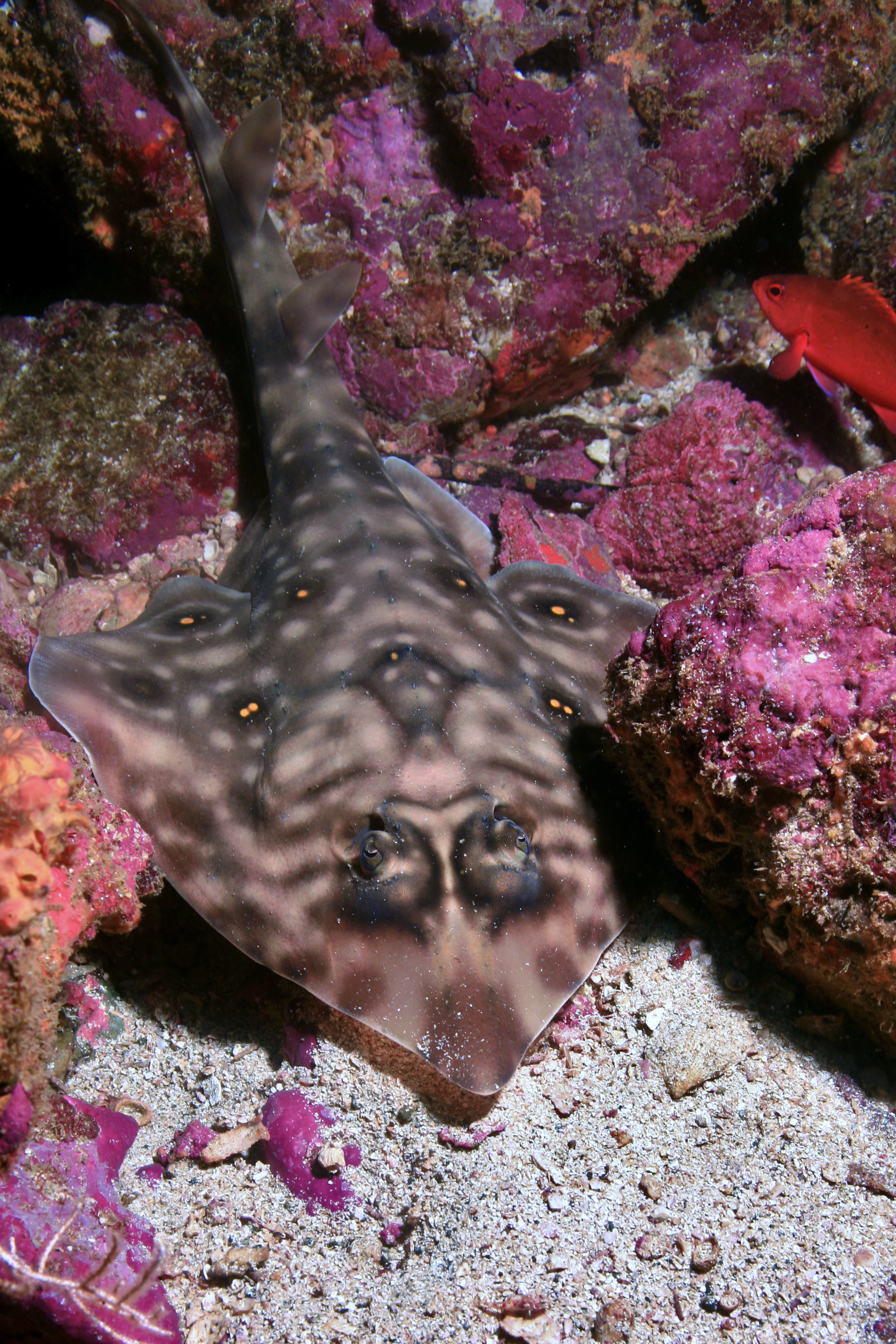
Zapteryx xyster